# Teoria de la Recapitulació
En biologia, la teoria de la recapitulació o llei biogenètica és la teoria segons la qual l'ontogènia recapitula la filogènia. Els primers a proposar una teoria recapitulacionista de la filogènia van ser John Hunter (1728-1793) i Carl Friedrich Kielmeyer (1795-1844), si bé va ser Ernst Haeckel qui el 1866 la va exposar d'un manera sistemàtica i la va difondre àmpliament. La teoria de la recapitulació va caure en l'oblit amb l'auge de la Teoria sintètica. No obstant això, les relacions entre l'ontogènia i la filogènia han tornat a ser objecte d'estudi, donant lloc a la nova disciplina biològica popularment coneguda com a "evo-devo".